# Attheyella (Attheyella) namkungi
Attheyella (Attheyella) namkungi is een eenoogkreeftjessoort uit de familie van de Canthocamptidae. De wetenschappelijke naam van de soort is voor het eerst geldig gepubliceerd in 2005 door Kim, H.S., Soh & Lee.